# 埔里鎮

埔里酒造工場第一館（旧埔里酒造工場事務所）

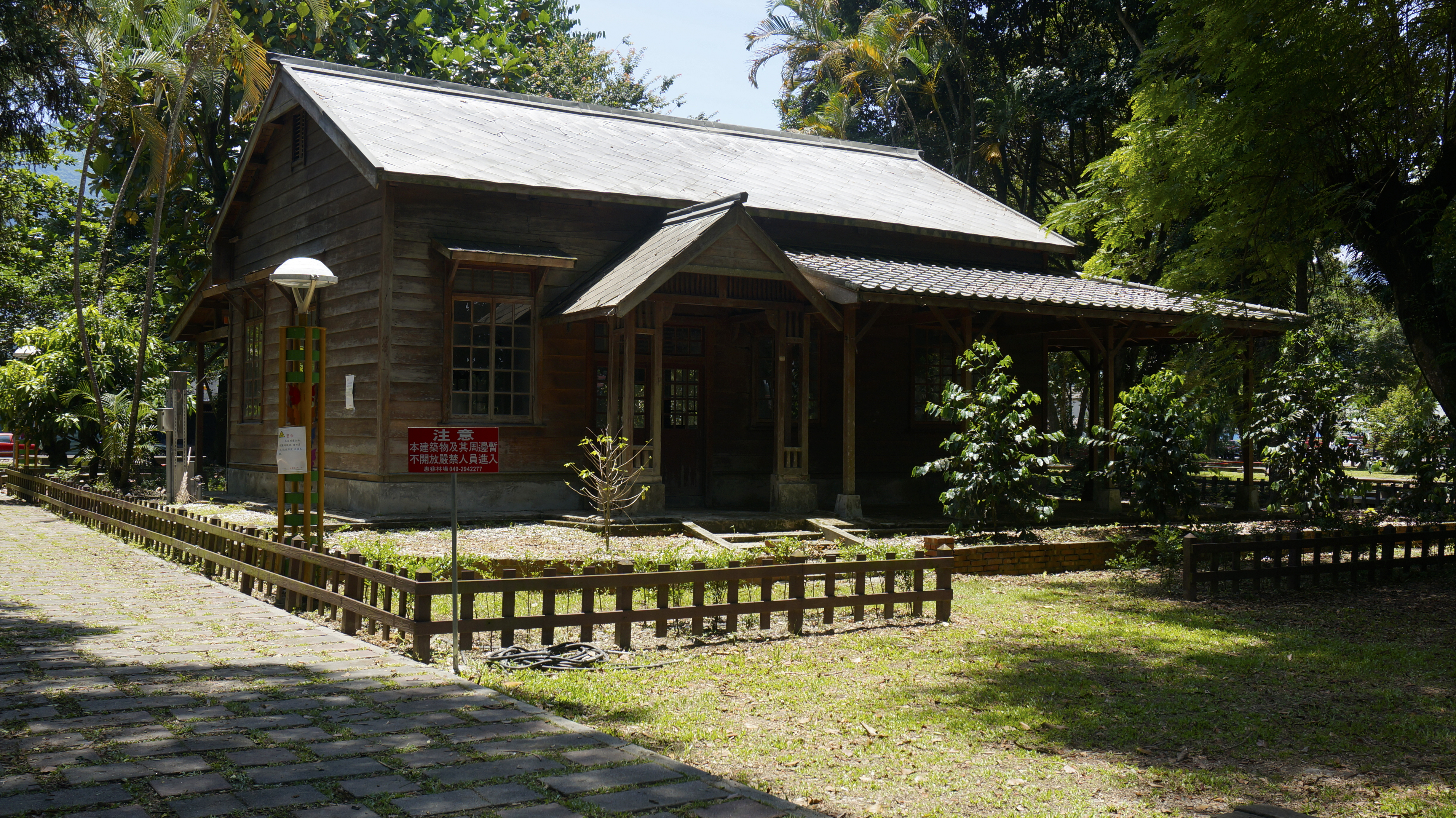
旧国立中興大学農学院実験林事務所（旧北海道帝国大学農学部付属台湾演習林事務所）

埔里鎮（プーリー/ほり-ちん）は、台湾南投県の鎮。

## 地理

### 地勢
埔里は台湾の中心に位置し、南投県の中央部やや北よりに位置している。東から東北にかけては仁愛郷と、南は魚池郷と、西及び北西は国姓郷に位置している。埔里は古代湖であり、それが、眉渓（万霧渓）と南港渓（南烘渓）による堆積物により盆地が形成されたと考えられている。

### 気候
台湾中部の丘陵区に位置しており、亜熱帯湿潤気候に属しながらも気温の差が小さいのが特徴であり、冬は暖かく夏は涼しい。雨量も豊富であり、また雲霧の発生が多く非常に湿潤な気候となっている。

### 行政区画
| 里 |
| --- |
| 東門里、杷城里、枇杷里、水頭里、麒麟里、珠格里、渓南里、西門里、南門里、北門里、北安里、北梅里、泰安里、大湳里、蜈蚣里、同声里、清新里、薫化里、大城里、籃城里、桃米里、成功里、南村里、愛蘭里、鉄山里、房里里、向善里、一新里、合成里、広成里、史港里、福興里、牛眠里 |

## 歴史
埔里の四方は山に囲まれ、古代は鬱蒼とした森林地帯であり野生動物が豊かに生息する地域であった。有史以前にも台湾原住民が2千～3千年前には現在の愛蘭、赤崁等などの台地に居住し集落を形成したことが考古学によって確認されている。その後原住民族群タイヤル族（泰雅族 Taiyal）、ブヌン族（Bunun）、サオ族（Thao）などが埔里盆と與魚池、日月潭等へと居住地を広げて行った。原住民は血縁により集団を形成し、ブヌン族系統に属する埔社（埔裡社）蛤美蘭聚落を眉渓南側（杷城塩土附近）に、タイヤル族系統の眉社（眉裡社）は披多聚落を眉渓北側（史港坑から牛眠山の間）にそれぞれ設け、両族は眉渓を挟んで対峙していた。

### 清の統治時代
- 清による統治が開始されると、埔社、眉社とサオ族系統の頭社、水社、貓蘭社、沈鹿社を併せて「水沙連六社」と称されるようになった。雍正年間以前これらの地域は化外の生蕃地とされ，清朝は石限界を設け、原住民がこれを超えて進出すること、同時に平埔族及び漢人越がこれを超えて狩猟或いは開墾することを厳しく禁じた。僅かに通事築寮、撥社丁によりタバコ、糖、塩、鉄製品などを原住民と交易し、狩猟による鹿皮などを清廷への課餉としていたに過ぎない。
- 台湾は1661年に鄭成功がオランダ人を駆逐した後、大量の漢人が大陸東南部より移住してきた。その主要な出自は福建及び広東であり、彼らは出自、言語と経済利益の衝突により抗争が発生した。しかし西部平原の平埔族群の土地を収奪するに至ると、漢人としてのまとまりを見るようになり、高度な水稲栽培技術を基礎に、水利灌漑を整備し、集落を形成していった。台湾西部平原と宜蘭平原（中国語版）が元来平埔族の勢力範囲であり、人類学上ではケタガラン族（Ketagalan）、ルイラン族（Luilang）、タオカス族（Taokas）、パゼッヘ族（Pazeh）、パポラ族（Papora）、ホアンヤ族（Hoanya）、バブサ族（Babuza）、クバラン族（Kavalan）、シラヤ族（Siraya）、マカタオ族（Makatao）、猴猴族（Kau–Kaut）諸族に分類されている。彼らは狩獵、漁業と遊耕を中心としていた。大陸沿岸部から大量の漢人が流入すると、経済力と農業技術の差異により、平埔族の土地は通事土目により管理されることとなった。また平埔族の経済観念の差異に加え、漢人との間に交わされた契約書の文字が読めなかったことから、不当な負債を負い土地を失う者が続出し生活に困窮を極める事態となった。その為多くの平埔族が新天地を求めて移動することとなった。
- 1712年、水沙連各社は朱一貴（中国語版）の抗清起義に呼応し、通事を殺害反乱を起こした。翌年清廷によるタバコ、布、銀を与えて招撫するまでこの反乱が続いた。雍正年間になと、清朝は原住民の居住地である内山への統制を強め「水沙連堡」を設置し、諸羅（現在の嘉義市）の守備軍を彰化に移した。これにより既存の生存空間を失った原住民が大量に出現し、その不満が高まった結果漢人を襲撃する事件が多発、それに対し1726年に原住民弾圧としての骨宗事件（中国語版）が発生するに至った。清朝は武力で水社頭目の「骨宗」父子を捕らえ、台南府に移送して斬首したものであり、これによる邵族の部落連盟体制が崩壊し、邵族は二度とこの地区の中心的な立場に立てなくなるほどの打撃を受けた。
- 1787年、林爽文が彰化大里杙（現在の台中市大里区）で反乱を起こすと、その一派が水沙連内山に入った。この反乱も清朝により鎮圧されると、平埔各族と水沙連邵族などの原住民が反乱鎮圧に協力したとのことで論功行賞を受けることとなった。その方法として四川屯練制度を模倣したものであり屯番制を実施した。表面上は原住民に土地を与えたのであるが、実際には原住民を屯田兵として清朝の招撫を受けていない内山の「生蕃」からの攻撃を防ぐ役目を与えたものであった。

#### 郭百年による開拓と略奪
- 1814年彰化、嘉義の郭百年、陳大用と台湾府門丁である黄里仁、聯合水沙連隘丁首である黄林旺等が水沙連の土地に人家が少なく、また原住民が耕作してない現状に着目し、土番通事土目の名義で清朝に対し開拓許可を申し出た。台湾府知府この要求に応え翌年には開墾を許可した。郭百年らは水沙連南方より水社、猫蘭社、沈鹿社へと次第に入植地を広げ、同時に千余人の漢人を埔社へと移住させ、城を築き黄旗に「開墾」と大書した。原住民はこの入植行為を侵略と捉え双方の緊張関係が続くこととなった。郭百年らは漢人入植者の排除と内山での清朝へ献上する鹿猟のためとの名目で内山に入り、埔社集落を焼き払い、大量の埔社族人を殺害、同時に埔番の牛、穀物などを略奪し、更に先人の墳墓を破壊し副葬品をも略奪するという行為に出た。このようにして埔社を占領した郭百年らは13の山城と1つの木城を築き、再び大量の漢人を募集し強引な開墾を進めた。1816年に台湾総兵隆阿が台湾北部を視察した際に漢人による侵略行為を知るところとなり、郭百年に伽杖が加えられ、同時に署鹿港同知張儀盛、彰化県知県呉性誠、呂志恒らが水沙連に入り、漢人により築城された土城を破壊、更に全ての漢人を強制移住させ，埔眉両社族人を原地へ帰還させた。清朝は為平埔族熟番越界が再び境界を侵すことを防ぐために、水沙連に繋がる2本の主要道路に禁碑を建てた。1つは處濁水渓水沙連入口の集集に建てられた「厳禁不容奸入，再入者斬」であり、もう1つが烏渓水沙連入口に立てられた「原作生番厲，不造漢民巣」の石碑である。

#### 平埔族の再移住
- 埔里盆地（中国語版）の原住民は郭百年の事件後減少の一途を辿り勢力は衰退していった。また内山のタイヤル族の侵害に怯え、漢人の武力を伴う入植に怯える日々が続いていた。1823年より邵族水社番より西部平原の平埔族による埔里盆地の開墾を進め、その勢力で漢人に対抗すると同時にタイヤル族の脅威に対応すると同時に祖先遺業を継承することが上申された。清朝は当時「封山」政策を水深しており、平埔族人と漢人の埔里開墾を厳しく禁止していたが、平埔族が大量に埔里盆地に入植した事により清朝禁令と封山政策は有名無実化してしまった。その状況でしばしば開放の申請が出されたが。保守的な官僚により正式には否決されていた。道光年間より咸豊、同治年間まで埔里盆地に移住した平埔族は、涵蓋道卡斯（Taokas）、巴宰海（Pazeh）、拍瀑拉（Papora）、洪安雅（Hoanya）、巴布薩（Babuza）の5族30社であった。彼らは埔里盆地に至ると「毋許入山擾劫生番，毋許持強凌弱，毋許引誘漢人在此開墾，毋許傭雇漢人在地経営，若有不遵，鳴衆革職。」と既存権益を侵害しない旨の宣誓が行なわれていた。
- 西部平原より移住した平埔族であるが、彼らは漢人の手法を学び、また土地を巡る競争に敗れた経験から、埔里盆地の埔眉両族に対し僅かに酒、色布、課塩などを送って篭絡し、埔眉両社の広大な土地を奪取した。また小作契約を締結する際に文盲である埔眉両族に不利な契約を結び土地を収奪する方式も取られた。土地を奪われた埔眉両社族人は、一部は内山土番と同化し、また一部は平埔族との同化が推進された。
- 平埔族が埔里に移住するとその勢力は先住民を圧倒し、新たな埔里盆地の主役としての地位を確立した。埔里には西部平原と同名の新集落を形成し、清朝は総通事及び土司を設置してこれら平埔族を統治した。漢人も西部平原の土地開発が加速され土地不足の状況が生じると埔里盆地への進出を試みる者が出現したが、これらは平埔族により阻止された。1857年、泉州人の鄭勒先は壮丁を率いて埔里盆地へ進出し平埔族との交易を希望したが拒絶された。しかしその際に埔里社は山間の地にありながら広大な平原が広がり、平埔族が十分に耕作していた現状を目の当たりにし、漢名から平埔族名に改名し、同時に風俗も学び、遂に平埔族の信任を獲得しこの地への入植が認められた。これを契機に漢人の進出が見られるようになり、街区としての埔里社街が誕生、また漢人と平埔族の通婚も進み、既存の社会構造を改変していった。

#### 漢人の入植と原住民族の同化
- 光緒初期、清廷は「開山撫番」政策を推進し、撫墾局を設置、大量の漢人が埔里盆地に入植するようになった。広東の客家系漢人が大量に入植し、灌漑設備を整備し、水稲栽培を開始し、建廟、樟脳の加工を行なうようになった。埔里盆地は平埔族と漢人との境界となった。文化的に優勢な漢人は次第に平埔族を漢化させることになり、原住民と平埔族の固有文化は社会の変化と共に衰退し、その言語と風俗は次第に消失していった。また漢人は経済資本を武器に平埔族の土地購入も推進し埔里盆地は漢人により完全に征服された。
- 清朝による封山解禁後に埔里社庁を設置し、「屯兵」と「精兵」を統治基礎と定め，「隘制」として隘勇線を伸延させ、高山族の侵襲を防止することとした。また「土番社学」と「保甲制」を定め教育政策を実施している。埔里社庁の管轄区域は西は現在の双冬火焔山、南は濁水渓上流の集集郷一帯、北は北港渓まで、東は現在の西塔山内山一帯までを管轄していた。同時に「大埔城」を設置し、外部に刺竹を植え更に壕溝構造を設け衙署所の所在地と定めた。漢人による埔里入植での主要な産業は水稲栽培、山林伐採及び樟脳生産であった。人口増加とそれに伴う市場の形成により農産品と商品の交易が発達していった。

### 日本統治時代
- 1895年、日清戦争により日本に敗北した清は台湾を日本に割譲した。日本政府により埔里盆地には当初埔里社支庁が設置され，北路協領府を守備隊営と改称した。1896年、支庁の廃止に伴い埔里社弁務署と警察署が設置され行政統治の中枢を担うこととなった。その後は「保甲制」を採用し、また警察の統治能力を高めると同時に監獄を併設するようになり、その他法院埔里社登記所、郵便局、埔里社国語伝習所（日本語学校）、市場など近代的なインフラ機構が整備され、土地庁舎、林野整理、清代税制の整理を行い、「荘」、「街」、「区」の行政区域の整備を図った。1917年、南投地方を襲った大地震後の復興計画の中で、旧市街の景観改造を実施し、大埔城の城壁を撤去し日本式の建築による都市計画が実施された。内山の高山族に対してはその制圧を目標とされた。
- 1920年、大規模な地方官制改正が行なわれ、埔里盆地とその付近は台中州能高郡に帰属し、郡役所を埔里街の原支庁署に設置し、埔里街、国姓荘、及番地（現在の仁愛郷）を統括した。日本統治時代中期以降、日本は大規模な資本投下を行い、日本国内の需要に応えるべく農林生産物の供給源として埔里地区は発展した。また信用組合，株式会社、水利組合、農会、専売局、糖業会社、軽便鉄道、道路の建設を推進し、資本主義経済としての発展の雛形が形成された。

### 第二次世界大戦後
- 1945年、日本の降伏に伴い中華民国政府が台湾を接収した。埔里地区は台中県能高区埔里鎮と改められ、1949年の地方改正により埔里鎮は新設された南投県の管轄となり、同年国民政府が大陸より台湾に移遷すると、食料自給率向上を目指す政府により埔里地区は水稲栽培を中心に甘蔗、砂糖、柑桔、バナナ等の生産拠点として注目されるようになった。また政府の「三七五減租」政策により農業資本の分配が進み、同時に農地解放政策によるそれまで小作人であった台湾人に「工作者所有」の原則による土地分配が行なわれるなど、土地改革が進行した。またアメリカより援助された肥料、水利設備建設と作物改良により農業生産の発展を見ることができ、以降の農業発展の基礎を築き上げた。工業面でも輸出化工業が勃興したが、その反面労働人口の都市への流出に起因する農業人口の不足と言う問題が発生するようになった。それに対応するため共同経営による集団農業の途が模索され、結果として共同青果市場や水稲育苗センターの設立が見られると同時に、紅茶、百香果、麻竹筍、茭白筍、大根、花など商品価値の高い作物への転換も図られた。

### 現在
工商業と農業経済の発展により既存の集落以外に新興集落も出現し、市区範囲は拡大の一途を辿った。政府は都市計画を実施し埔里鎮、魚池郷、国姓郷、仁愛郷を共同経済圏とし、農作物などの集散地としての発展の他に、居住、観光、文化、芸術など多元的な都市の発展を目指している。近年では国立曁南国際大学が埔里に開校し、芸術文化の中心としてのより高い地位を獲得し、更なる発展を遂げようとしている。

## 埔里における原住民族
もともと、清代に漢人からの圧迫された結果、西部平原部から入植した平埔族の諸民族の子孫が今も居住している。
平埔族は、漢人と接触し、影響を強く受けた一方、独自の言語や文化も伝承されている。たとえば、眉渓四庄（牛眠山・守城份・大湳・蜈蚣崙）の４地区を中心にカハブ族が住み、愛蘭里などにパゼッヘ族が住み、それぞれ言語や文化の復興活動に取り組んでいる。

## 政治

### 行政

#### 鎮長
歴代鎮長
| 代   | 氏名   | 任期       |
| ---- | ------ | ---------- |
| 一   | 余瑞淵 | 1951～1953 |
| 二   | 巫重興 | 1953～1956 |
| 三   | 巫重興 | 1956～1959 |
| 四   | 余瑞淵 | 1960～1964 |
| 五   | 白金章 | 1964～1968 |
| 六   | 白金章 | 1968～1973 |
| 七   | 周顕文 | 1973～1977 |
| 八   | 周顕文 | 1977～1982 |
| 九   | 馬栄吉 | 1982～1986 |
| 十   | 馬栄吉 | 1986～1990 |
| 十一 | 蔡和憲 | 1990～1994 |
| 十二 | 張鴻銘 | 1994～1998 |
| 十三 | 張鴻銘 | 1998～2002 |
| 十四 | 馬文君 | 2002～2006 |
| 十五 | 馬文君 | 2006～2010 |
| 十六 | 周義雄 | 2010～2014 |
| 十七 | 周義雄 | 2014～現職 |

## 対外関係

### 姉妹都市･提携都市

#### 国外
姉妹都市
- 出水市（日本国 九州地方 鹿児島県）
2017年（平成29年）5月31日 姉妹都市提携[1]。

## 教育

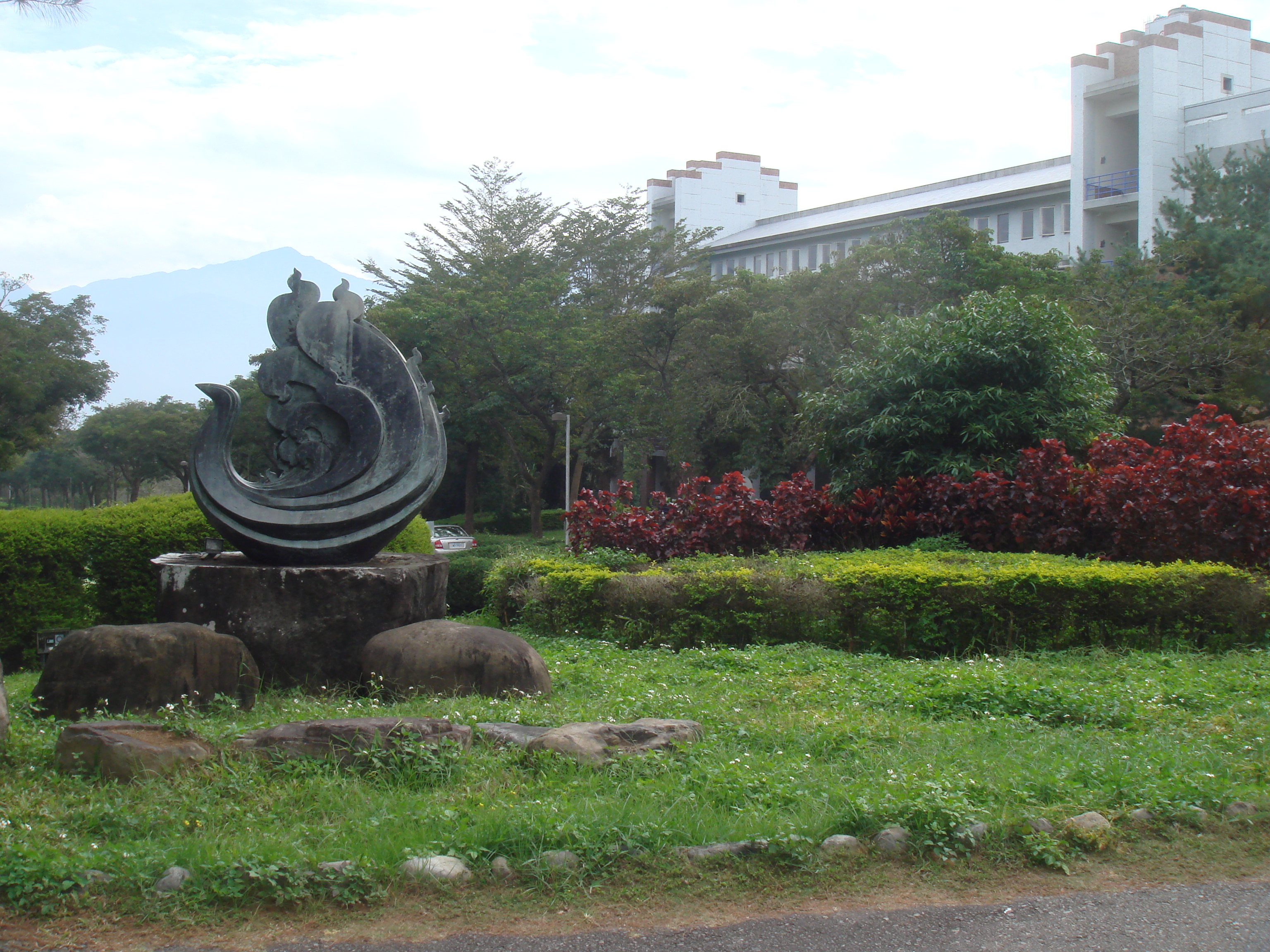
国立曁南国際大学

### 大学
国立
- 国立曁南国際大学

### 高級中学
国立
- 国立曁国際大学附属中学

### 高級職校
国立
- 国立埔里高級工業職業学校

### 国民中学
県立
- 南投県立埔里国民中学
- 南投県立大成国民中学
- 南投県立宏仁国民中学

私立
- 私立均頭国民中学
- 私立普台中小学
- 私立均頭中小学

### 国民小学
| - 埔里国小 - 南光国小 - 大城国小 - 育英国小 - 愛蘭国小 | - 中峰国小 - 忠孝国小 - 史港国小 - 麒麟国小 - 溪南国小 | - 桃源国小 - 鐘靈国小 - 水尾国小 - 太平国小 - 私立普台中小学 - 私立均頭中小学 |

## 交通
| 種別 | 路線名称 | その他 |
| ---- | -------- | ------ |
| 省道 | 台14線   |        |
| 省道 | 台21線   |        |
| 国道 | 国道６号 |        |

## 観光
- 仏光寺
- 中台禅寺
- 水沙連古道
- 八幡崎古道

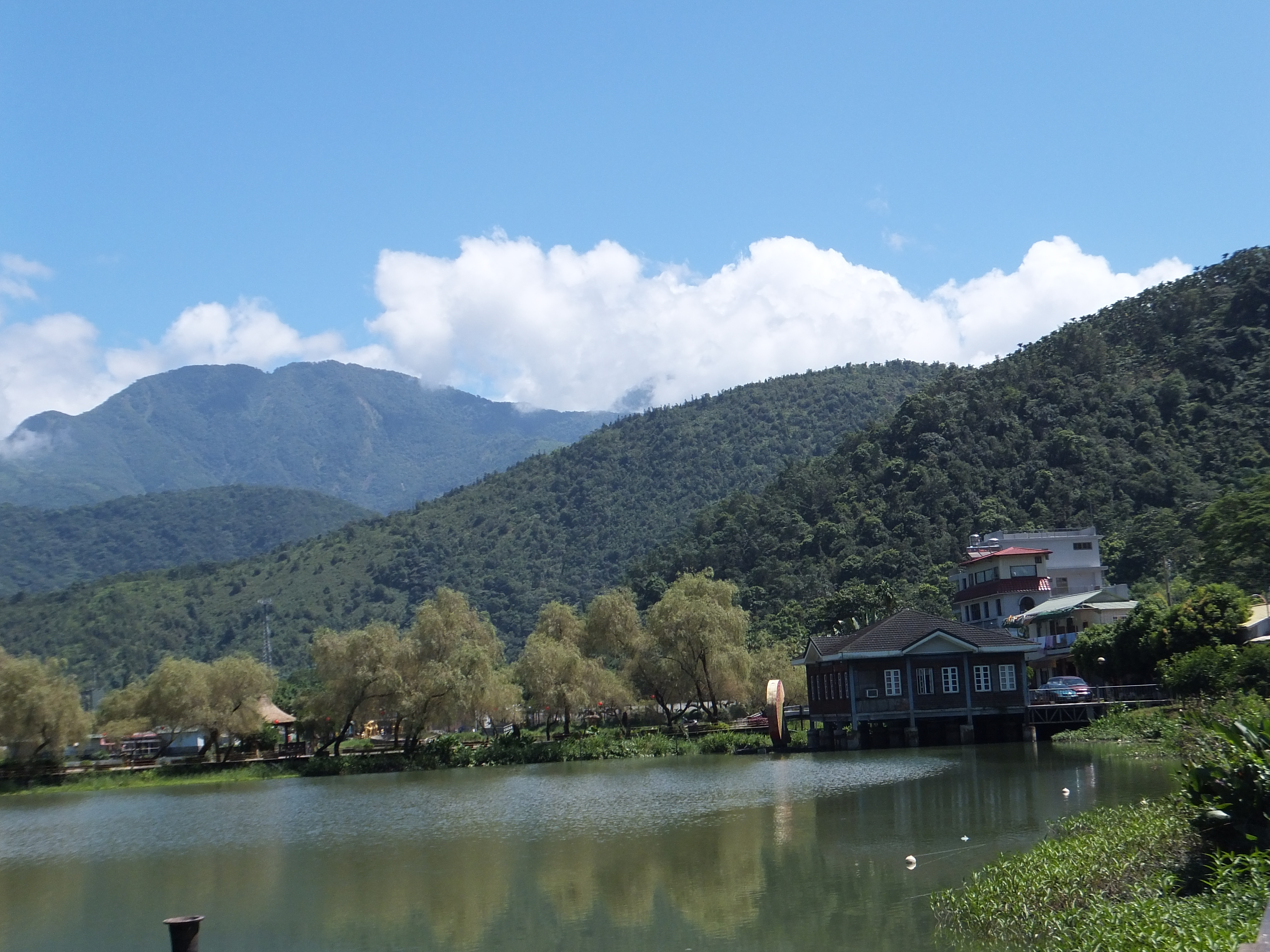
鯉魚潭

- 台湾地理中心碑（実際の中心点とされる場所は山頂の三角点、すなわち台湾地理中心）
- 埔里酒廠
- 広興紙寮
- 観音瀑布
- 眉渓農業生態園区
- 打鉄街
- 木生昆虫博物館
- 鯉魚潭
- 埔里耶馬渓
- 虎子山（虎頭山）